# 鹿肉

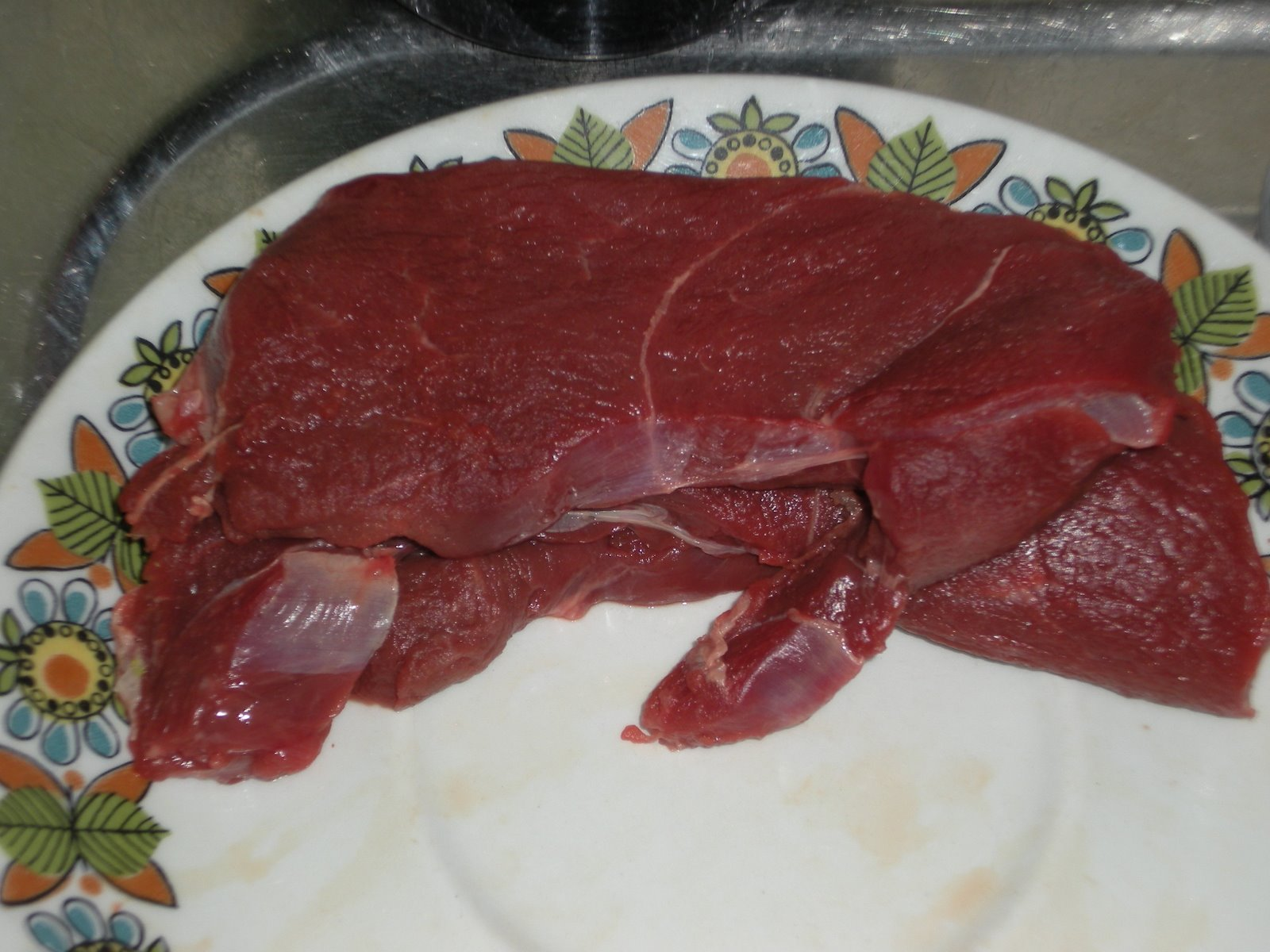
生鹿肉薄片

鹿肉（英語：venison）指来源于鹿类的肉类食物，通常专指骨骼肌，广义上还可以包括人类可食用的内脏（下水）。与牛肉和猪肉一样，鹿肉通常按照切分的部位进行分类。
英語“venison”一词来源于拉丁文venari，意思是“追猎”，在11世纪诺曼征服英格兰后通过诺曼语进入中古英语的词库，原意泛指任何狩猎中获得的猎物肉，包括鹿类、兔类、猪类（野猪）和一些牛科动物（比如山羊属的山羊和羱羊）。即使在现代，南非英语中也还包括羚羊等有角偶蹄目动物（因为撒哈拉以南非洲并没有鹿类）。

## 簡介

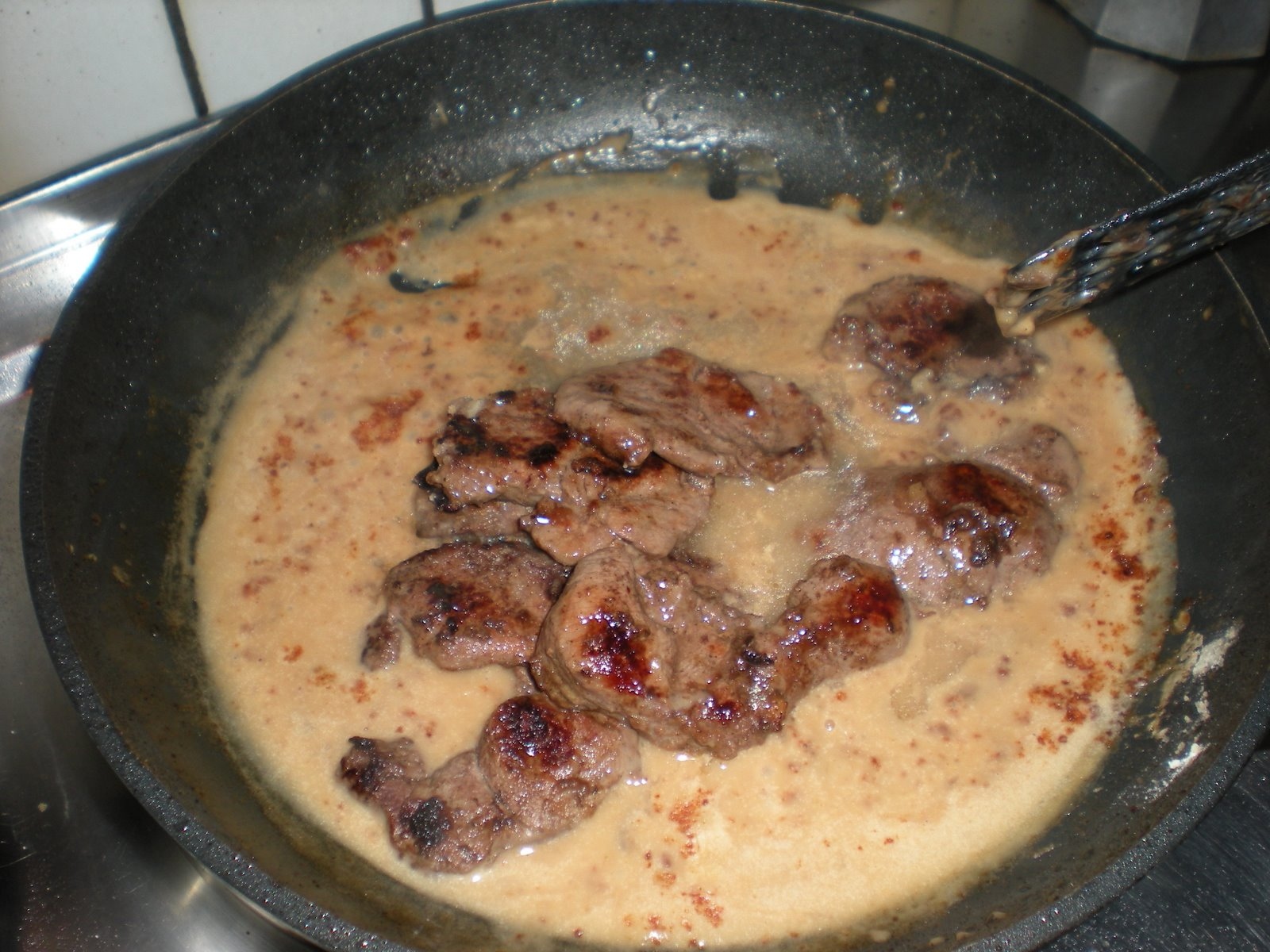
泡在酱汁中烹饪的鹿肉

鹿肉与牛肉味道相似，但口感更细更瘦，可以肉排、里脊肉、烤肉、肉肠、肉干、肉馅等各种形式食用。因为鹿肉的肉质太瘦，在用于汉堡包时甚至需要额外加入脂类填料（比如烟肉、碎牛肉、橄榄油或奶酪）才能达到和普通汉堡相似的口感。鹿的下水也可以食用，在中古英语中传统称为hombres——据说是现代英语俗语“eat a humble pie”的真正来源。
鹿肉是一种较为健康的食用肉类，因为鹿类本质上天生是一种牧食野生草类和灌木的野生动物，所以很容易就可作为自然均衡饮食的一部分。鹿肉的水分和蛋白质含量较高，富含多种氨基酸而且热量、胆固醇和脂肪都低于大部分精料喂养的牛肉、猪肉和羊肉。

## 各地狀况

### 美国
在美国，因为农业部的预先审批要求，鹿肉在零售市场上并不常见，整个北美只有很少几个屠宰场会负责加工鹿肉，并且只供应餐厅。美国大部分零售的鹿肉都来自于新西兰和塔斯马尼亚的鹿场，并且只通过高端的特产店和少数的“自然”连锁店销售。非零售的鹿肉通常由狩猎和就地切剥获得，或者委托一些专门服务于猎手的小型肉联加工厂，但任何成肉的销售行为都是非法的。
美国的肉三明治连锁店阿比集团曾在2016年10月向社交媒体泄露出试验推出鹿肉三明治的消息，并且之后正式证明了已经选定在佐治亚、密歇根、明尼苏达、宾夕法尼亚、田纳西和威斯康辛等州（都是主要的猎鹿州）的17个分店在这些州的狩猎季进行四天的试卖期。因为猎手的好奇心，这些三明治供不应求在第一天就将库存肉料完全卖光。

### 英国
在英格兰，为了保护财产权，狩猎权受到很大限制，因此虽然鹿肉在市面上很常见，拥有和销售都受到英国法律的严格管制。犹太可食的鹿肉在过去一个世纪都无缘英国市场，但在2019年开始英国开始从欧洲进口。

### 澳洲
澳洲東岸有豐富的野生鹿群，因此鹿成為澳洲狩獵愛好者們主要的狩獵對象。南澳洲和塔斯馬尼亞州擁有大量鹿場。即便如此，鹿肉在澳洲市場上並不常見，這可能同人們的接受度有關。

### 新西兰
新西兰有很大规模的野生鹿群和鹿类养殖业，使得鹿肉是一种较为常见的肉类，在超级市场内广泛可见，价格通常与牛肉相似。

### 捷克
在捷克共和国，鹿肉和其它猎物肉（主要是野猪）一起属于传统饮食的一部分并被经常食用，鹿肉古拉什是餐馆菜单上的常见菜，欧洲狍、红鹿、黇鹿的各种鹿肉和欧洲盘羊等猎物肉也在当地肉店、批发商和大型连锁店（比如乐购）都可以买到，价格与牛肉和猪肉相似（每公斤約200克朗或8欧元）。虽然鹿肉廉价且受欢迎，近年来却因为供大于求而经常被用来生产饲料和宠物食品。

## 健康

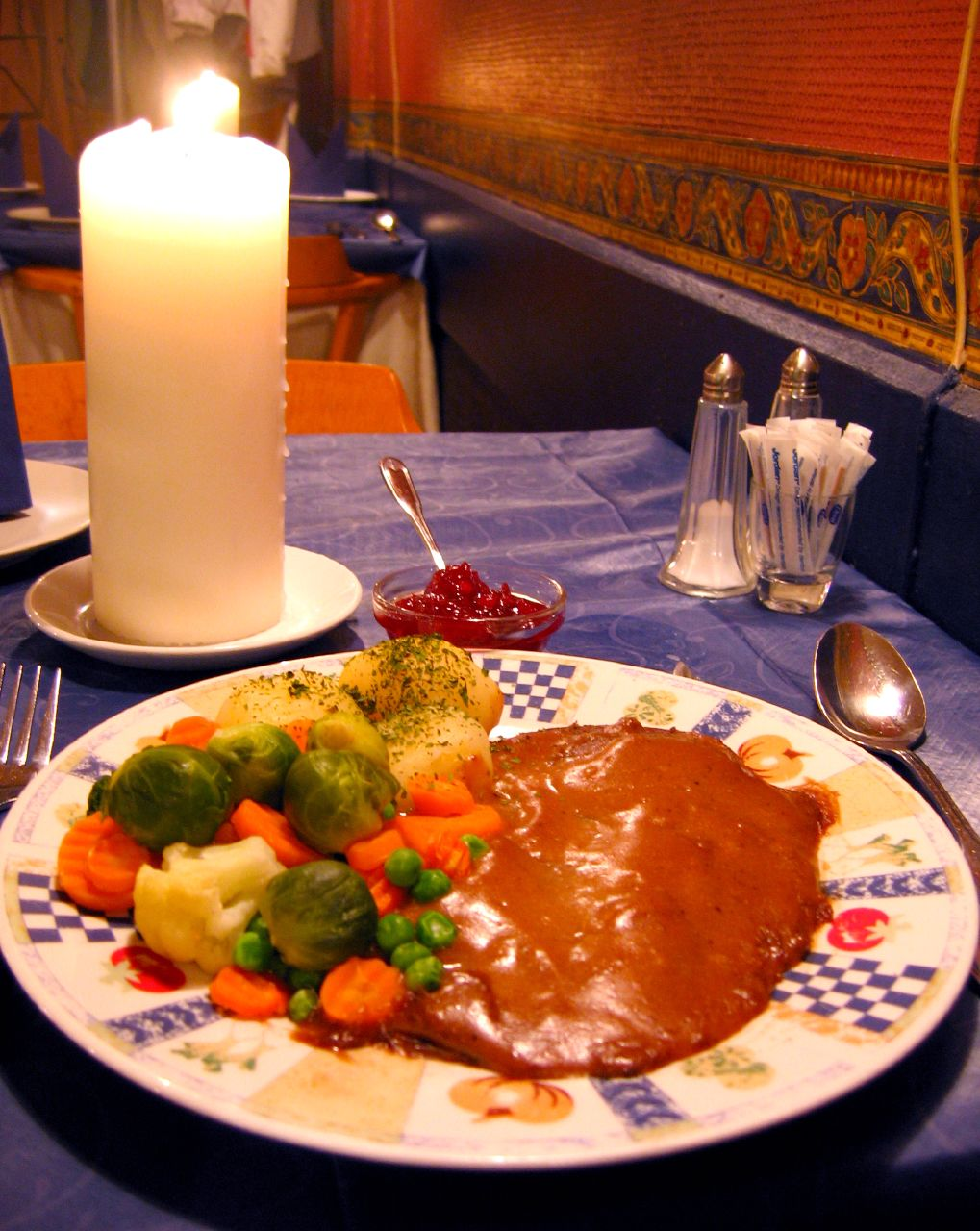
挪威菜Reinsdyrsteik（烤驯鹿）

因为一些鹿类会患有慢性消耗病（一种与疯牛病相似的传染性海绵状脑病），而食用鹿肉是否会将朊毒体传染给人体的风险尚且未知，所以市面上对野生鹿肉存在一些恐慌。慢性消耗病在美国和加拿大西部的畜养鹿群中曾被发现，但是新西兰的鹿场尚未发现类似病例。为此，畜鹿农户会使用专门的测试手段监督鹿群的健康状况。而猎手则被建议不要射杀疑似患病或行为古怪的鹿，并且要注意检查猎物的肉质。

## 宗教
鹿类在犹太教法中属于可食动物，但犹太教正统派严禁猎鹿，因为鹿肉必须严格按照饮食法进行屠宰、挑筋和腌制后才允许使用。在高档的犹太饭店可以找到鹿肉，但是通常不会在普通的肉店销售。
鹿肉在伊斯兰教法中也属于清真动物也允许狩猎，前提是猎手在杀鹿之前必须念诵安拉之名。无法逃脱的幼鹿并不受哈拉姆限制。